# Indophantes digitulus
Espèce
Synonymes
- Lepthyphantes digitulus Thaler, 1987

Indophantes digitulus est une espèce d'araignées aranéomorphes de la famille des Linyphiidae.

## Distribution
Cette espèce se rencontre en Inde au Jammu-et-Cachemire et en Himachal Pradesh, au Népal et au Pakistan,.

## Publication originale
- Thaler, 1987 : Über einige Linyphiidae aus Kashmir (Arachnida: Araneae). Courier Forschungs- institut Senckenberg, vol. 93, p. 33-42.